# Álvaro Colom
Álvaro Colom Caballeros (Cidade da Guatemala, 15 de junho de 1951  –  Cidade da Guatemala, 23 de janeiro de 2023) foi um engenheiro industrial, empresário e político guatemalteco. Foi presidente de seu país de 14 de janeiro de 2008 até 14 de janeiro de 2012, quando foi sucedido pelo general na reserva Otto Pérez Molina.
Atualmente está a ser acusado de ter mandado assassinar Rodrigo Rosenberg e ainda o empresário Khalil Musa e sua filha Marjorie Musa.

## Morte
Colom morreu de câncer em 23 de janeiro de 2023, aos 71 anos.